# Epizeuxis modesta
Epizeuxis modesta är en fjärilsart som beskrevs av Swinhoe 1890. Epizeuxis modesta ingår i släktet Epizeuxis och familjen nattflyn. Inga underarter finns listade i Catalogue of Life.